# Lienzo
Un lienzo es un tejido de lino, de algodón o de cáñamo que, por lo general, sirve como soporte a las obras pictóricas, por lo que también se llama lienzo al conjunto de estas últimas, una vez plasmadas sobre la tela.

## Historia
Sobre tela se pintó ya en la Antigüedad, como atestigua la referencia de Plinio el Viejo a un retrato de Nerón ejecutado sobre una tela de más de treinta metros. No obstante, se conservan pocas pinturas sobre lienzo anteriores al siglo XIV, tanto por ser más escasas, como por el hecho de que se pintaba sobre tela temas profanos, como banderas o decoraciones festivas, lo que determina que no se conservasen.. 
Uno de los óleos sobre lienzo más antiguos que se ha conservado es el cuadro francés Virgen con ángeles, datado alrededor de 1410 que se conserva en la Gemäldegalerie de Berlín, lo que es también una fecha muy temprana para una pintura al óleo. Sin embargo, la pintura sobre tabla siguió siendo más habitual hasta el siglo XVI en Italia y el XVII en el Norte de Europa. Mantegna y los artistas venecianos estuvieron entre los que lideraron el cambio. Tenían a su disposición lienzo de velas venecianas y se consideraban de la mejor calidad.
Se generalizó el uso de este soporte, que puede considerarse el de más éxito en la historia de la pintura. En lugares como la Venecia del siglo XVI, el lienzo aventajó al fresco por ser más resistente al frío y la humedad del invierno. Pero la principal ventaja comparativa del lienzo frente a los dos soportes anteriores en el tiempo (el muro y la tabla) es su liviandad, que permite transportarlo fácilmente y lograr grandes formatos con soportes más ligeros. De esta manera, se expandió su comercialización. También permitió que el arte de la pintura se convirtiera en botín de guerra, como ocurrió con la toma del castillo de Praga por los suecos en 1648, en el curso de la Guerra de los Treinta Años o los saqueos de pintura italiana por los ejércitos napoleónicos.

## Características y uso

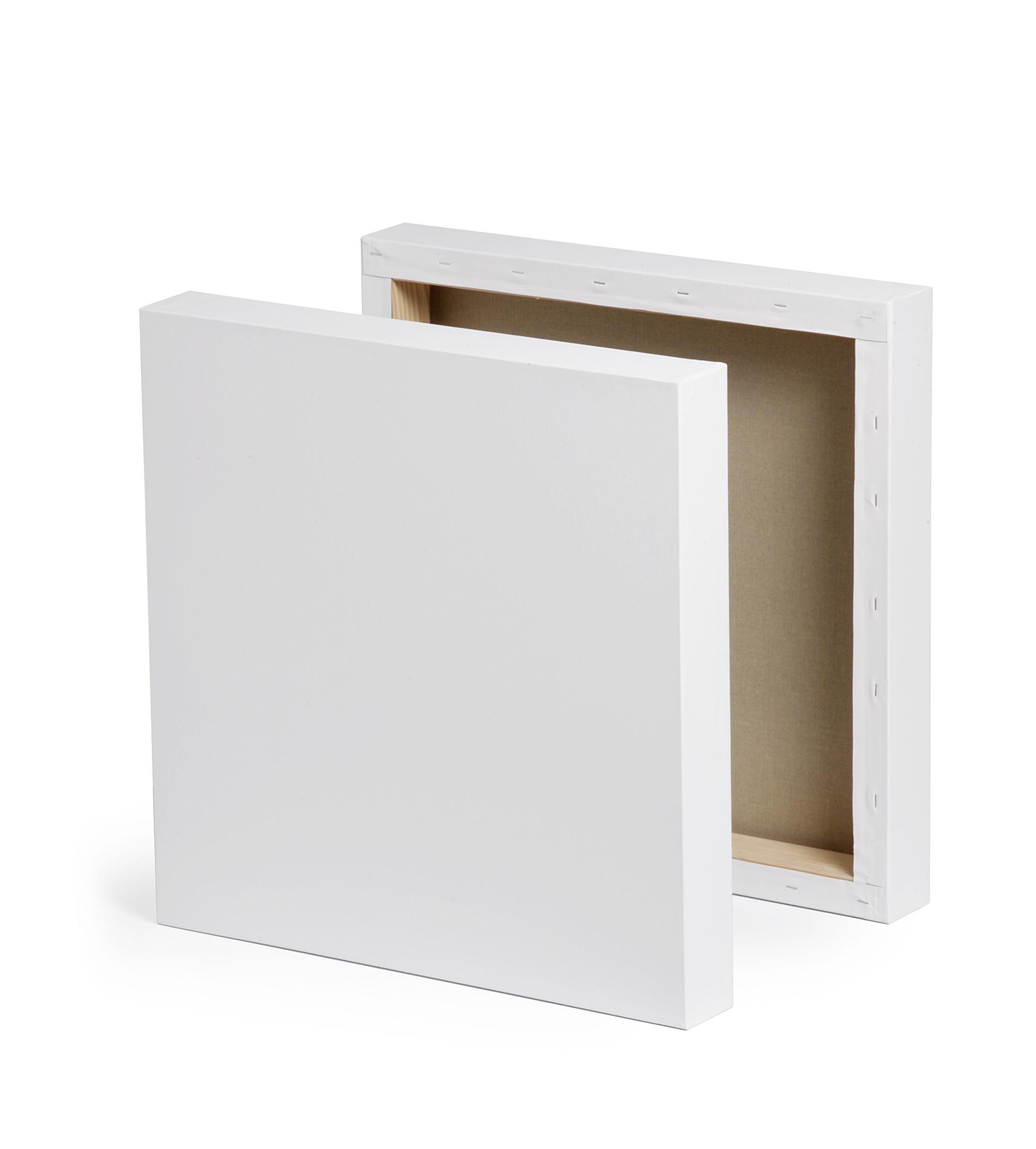
Lienzos de madera.

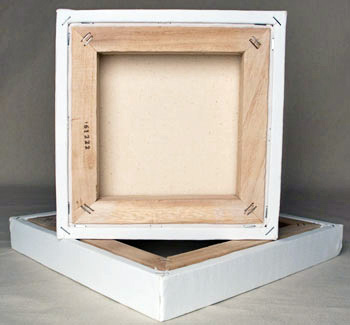
Lienzo con un marco en su interior.

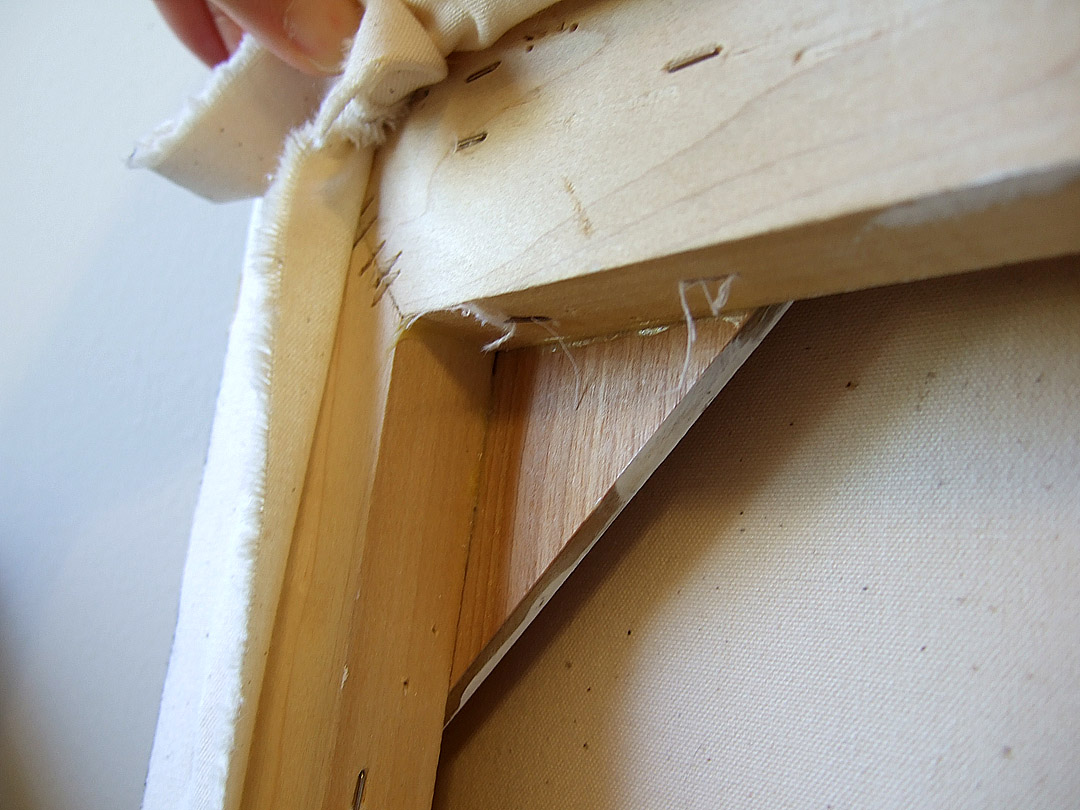
Vista posterior de un bastidor en construcción, soporte de madera sobre el que tensar el lienzo.

Dependiendo de las características de la tela, su fragilidad, o el relieve de la urdimbre y la trama cruzados, la superficie pictórica es diferente y también es distinto el resultado. Durante el siglo XV se utilizó una tela fina, llamada tela rensa. En el siglo XVI, en cambio, la tela era de tejido cruzado, más basta. Las telas clásicas para lienzo provienen de dos plantas distintas: el lino y el algodón. La tela de lino está considerada la mejor tela que existe, fuerte, difícil de romper, con textura variable, que va desde lo muy suave a lo áspero; es también la más cara y tiene el inconveniente de destensarse con el tiempo húmedo. Los primeros lienzos eran de lino, un material marronáceo resistente de considerable fuerza. El lino es particularmente adecuado para el uso de pintura al óleo. El lino está compuesto de material de alta calidad, y sigue siendo popular con muchos artistas profesionales, especialmente entre aquellos que trabajan con pintura al óleo. 
El algodón, por su parte, es una buena alternativa al lino, aunque sigue siendo caro; se tensa fácilmente y no le afectan tanto los cambios climatológicos. A principios del siglo XX, el lienzo de algodón, al que a menudo se refiere como dril de algodón, se puso de moda. La tela de algodón, que se estira más y tiene un tejido igualado y mecánico que el lino, ofrece una alternativa más económica. Aunque los lienzos de algodón presentan un problema, y es que es demasiado absorbente. El advenimiento de la pintura acrílica ha incrementado grandemente la popularidad y el uso de lienzos de algodón. Mucho más barata es la tela de arpillera, muselina, percal o cáñamo, que puede fijarse sobre tableros de madera, dado que no tienen textura cerrada suficiente para ser tensados. Sobre ella se ha pintado al temple, al óleo o con acrílico. Desde el Renacimiento hasta el siglo XX generalmente se ha pintado al óleo, pues la tela está considerada el mejor soporte para pintar al óleo. 
La tela puede estar fijada mediante adhesivo a un soporte sólido, que es lo que se hizo primitivamente, tensando las telas sobre tablas. Pero lo tradicional es que se fije sobre un bastidor, marco de madera reforzado en el centro por dos montantes y al que se fijaba la tela mediante cordeles que se atan a las espigas que rodean el borde del marco. A partir del siglo XVIII la tela se dejó unida al bastidor. Durante el siglo XIX se empezaron a producir bastidores industriales en serie. Para tensar más la tela se pueden introducir pequeñas cuñas de madera en las esquinas. Usando el bastidor, la tela queda suficientemente tensa para poder pintar sobre ella. Dependiendo de la forma del bastidor, así será el cuadro: bien apaisado (más ancho que alto), bien vertical (más alto que ancho). Aunque generalmente tiene forma de rectángulo, ocasionalmente se trabajaron otras, como los tondos (cuadros en forma redonda, por ejemplo, la Alegoría de la Industria de Goya) o los shaped canvas de algunos expresionistas abstractos como Barnett Newman. 
El lienzo se prepara mediante la imprimación, para evitar que la pintura al óleo entrase en contacto directo con las fibras del lienzo, lo que haría que el lienzo se deteriorase. Básicamente, se trata de aplicar sucesivas capas de productos químicos (cola, glicerina, óxido de zinc, etc.) hasta llegar a tener una superficie lisa y generalmente blanca sobre la que aplicar la pintura, generalmente, óleo. Una imprimación tradicional de creta se compone de carbonato de plomo y aceite de linaza, aplicado sobre un fondo de cola de piel de conejo; una variación, usando pigmento blanco de titanio y carbonato cálcico es bastante quebradizo y tendente a cuartearse. La pintura de plomo es venenosa, así que ha de manejarse con cuidado. Actualmente están disponibles imprimaciones más flexibles y alternativas, siendo la más popular pintura de látex sintético compuesto de dióxido de titanio y carbonato cálcico, unidos con una emulsión termo-plástica. 
Existen en el mercado pequeños lienzos preparados que están pegados a un cartón, si bien están disponibles solo en determinados tamaños y no están libres de ácido, por lo que su vida es extremadamente limitada. Se usan normalmente para rápidos estudios o bocetos. También están disponibles lienzos ya con imprimación y sobre bastidor, que son adecuados para todos los pintores salvo los más profesionales. Están disponibles en una variedad de dimensiones y pesos. Están preparados con dos o tres capas de imprimación y pueden usarse nada más sacarlos del paquete. Los artistas que desean un mayor control de su soporte a menudo le añaden una capa o dos de su imprimación favorita. Los artistas profesionales que desean trabajar sobre lienzo pueden preparar su propia tela a la manera tradicional.
Una de las diferencias más marcadas entre las técnicas de pintura modernas y las de los maestros flamencos y holandeses radica en la preparación del lienzo. Las técnicas «modernas» aprovechan tanto la textura del lienzo como la de la propia pintura. Un artista novel a menudo encuentra casi imposible lograr el realismo del arte clásico, a pesar de la habilidad a la hora de aplicar la pintura. De hecho, los maestros renacentistas extremaban las precauciones para asegurar que nada de la textura del lienzo se evidenciara. Esto requería un proceso concienzudo, que duraba meses, de ir poniendo capas sobre el lienzo crudo con, normalmente, pintura blanca de plomo, luego pulían la superficie, y luego repetían el proceso. El producto final se parecía muy poco a un tejido, y en su lugar tenía un acabado brillante, como un esmalte. Aunque esto puede parecer exagerado para el pintor moderno, es crucial si lo que se pretende es lograr un realismo fotográfico.
Con un lienzo adecuadamente preparado, el pintor encontrará que cada capa posterior de color se desliza por la superficie de manera «mantecosa», y que con la consistencia adecuada de aplicación (técnica grasa en lugar de magra), se puede lograr una pintura en la que las pinceladas están totalmente ausentes.
Para eliminar las arrugas del material, se usa una plancha templada, no caliente, sobre una pieza de algodón húmedo, aunque el agua caliente en la parte posterior también funciona. Los lienzos también pueden ser impresos digitalmente para crear láminas sobre lienzo. Después de la impresión, el lienzo puede colocarse en un bastidor para su exhibición.
Ignorando toda preocupación por el deterioro de los materiales, muchos artistas modernos, tales como Jackson Pollock, Kenneth Noland, Francis Bacon, Helen Frankenthaler, Dan Christensen, Larry Zox, Ronnie Landfield, artistas dedicados a la «pintura de los campos de color» y otros pintores modernos, a menudo recurren a lienzo crudo, sin imprimación, lo que forma telas «chorreantes» y efectos de halo, como puede verse en la obra de Frankenthaler. 
Muchos de estos pintores del expresionismo abstracto prescindieron del bastidor, extendiendo las telas por el suelo o fijándolas a las paredes. Y otros pintores posteriores, como por ejemplo Lucio Fontana, han actuado sobre el lienzo en sí, cortándolo o perforándolo.